# Saya
A Saya ou saya afroboliviana é uma dança e gênero musical que teve sua origem na região dos Yungas da Bolívia entre a afro-bolivianos. O nome dessa expressão artística vem do termo quicongo nsaya, que significa trabalho comunitário liderado por uma voz cantante, parecido com uma canção de trabalho. A dança e a instrumentação da saya reflete a influência africana.
Na época colonial africanos escravizados foram levados na área de Los Yungas, no território da atual Bolívia para trabalhar em cultivo de coca. Lá, seus costumes e sua música foram fundidos com as culturas nativas é assim que a saya se originou na área de Los Yungas. As práticas musicais dos afro-bolivianos não desapareceram porque os movimentos culturais afrobolivianos trabalharam para preservar sua cultura.
Muitas danças são derivadas da saya. Caporales são baseados nessas danças, criados e apresentados ao público em 1969 pelos irmãos Estrada Pacheco que se inspiraram no personagem afro-boliviano da saya, o Caporal (Caporal era uma espécie de feitor que vigiava os escravos nas fazendas dos Yungas).
Nos dias atuais, os afro-bolivianos usam a saya para reivindicar seus direitos dentro da sociedade boliviana. Nesse movimento, na saya tem funcionado tanto como uma forma de expressar e consolidar a identidade afro-boliviana entre os bolivianos negros, quanto uma maneira de expressar sua identidade no contexto de movimentos sociais nacionais baseados em identidades étnicas.
Muitos festivais onde a dança é executada têm um aspecto religioso proeminente. As pessoas dançam para a Virgem Maria e prometem dançar por três anos.

## Danças derivadas da saya
Nos caporales, o dançarino se parece idêntico ao seu homólogo da saya. No enquanto, enquanto a vestimenta no caporal é geralmente maior e constritiva, o uniforme na saya é geralmente feito de material mais leve e ajustado ao corpo para um movimento melhor e mais fluido do braço. Às vezes um chicote pode ser usado como nos caporales, mas isso é uma exceção e é mais comum dançar simplesmente com luvas brancas ou pretas (dependendo das cores do uniforme). As mulheres também têm uma roupa mais ajustada e relaxada em comparação com suas contrapartes nos caporales. As diferenças nesse caso, no entanto, são mais sutis (material mais leve, menos saia, mangas raiadas, etc.)
Os Caporales são geralmente considerados muito masculinos: os homens se movem e usam seus braços com muita ênfase em parecerem fortes e "machões". As mulheres, enquanto emulam os movimentos dos homens, simplesmente se concentram em mostrar suas pernas e saias de maneira paqueradora.
Os ritmos de todas essas danças são diferentes da saya e de toda a dança. Os caporales são especialmente apreciados por jovens da classe média e alta que formam grandes grupos de caporales para o Carnaval, o Gran Poder e outras "entradas".